# 霍顿平原国家公园
霍顿平原国家公园（英語：Horton Plains National Park）是一座位于斯里兰卡中部高地的保护区，海拔2,100—2,300（6,900—7,500英尺），是馬哈威利河、凱拉尼河、瓦拉维河等河流的发源地。公园内的植被可分为云雾森林和山地草原两个类别，生物多样性丰富，最常见的大型哺乳动物是一种水鹿。公园面临着多种环境威胁，其中包括入侵物种和森林梢枯等。
霍顿平原于1969年建立自然保护区，1988年建立国家公园，2010年被列入世界遗产名录。霍顿平原国家公园是斯里兰卡最受欢迎的旅游目的地之一，以世界尽头著称。

## 地理环境
霍顿平原位于斯里兰卡中部高地的南端，海拔2,100—2,300（6,900—7,500英尺）。斯里兰卡的第二高峰吉里加尔波塔山和第三高峰托塔波拉山分别位于霍顿平原的西侧和北侧。当地岩石起源于太古宙，主要由孔兹岩、紫苏花岗岩、花岗质片麻岩等组成；土壤类型为红黄色灰化土，表层覆盖着土壤有机质。
霍顿平原国家公园全年平均气温13 °C（55 °F），昼夜温差较大，日间可达27 °C（81 °F），而夜间可低至5 °C（41 °F）。在西南季风季，风力可达蒲福氏风级8级。年降水量超过2,000（79英寸），1月至3月为旱季，2月常见有霜；雨季则多数时候有薄雾，影响了植物接收阳光照射的时长。
霍顿平原是馬哈威利河、凱拉尼河、瓦拉维河等河流的发源地，同时也是斯里兰卡最重要的分水岭区域。

## 历史
从泥炭剖面提取的花粉证据显示，这一区域在2.4万年前是半干旱气候，随后经历了若干次干湿交替，形成现今的季风气候。在这一区域还发现了巴朗戈德文化时期的石器，使得人类活动的历史可追溯到大约3万年前。根据最早的文字记录，这一区域最初被命名为“开阔的大平原”。居住在低地的土著居民上山开采宝石、铁矿，建设水利工程，砍伐木材。在英治时期，第78高地步兵军团的威廉·费舍尔中尉和第58拉特兰郡步兵军团的阿尔伯特·沃森中尉于1834年“发现”了这一区域，并以时任锡兰总督罗伯特·威尔莫特-霍顿爵士的姓氏将这一区域重新命名为霍顿平原。
在约瑟夫·道尔顿·胡克爵士的建议下，英属锡兰政府于1873年颁布了一项行政命令，对海拔5,000英尺（1,500）以上的山地森林加以保护，禁止砍伐。1969年12月5日，霍顿平原成为野生生物保护区；1988年3月18日，升格为国家公园。公园面积3,160公頃（12.2平方英里），生物多样性丰富，有着斯里兰卡现存最大的云雾森林。2010年7月，由霍顿平原国家公园和与其接壤的顶峰野生生物保护区、指关节山脉共同组成的斯里兰卡中部高地被列入世界遗产名录。

## 植物

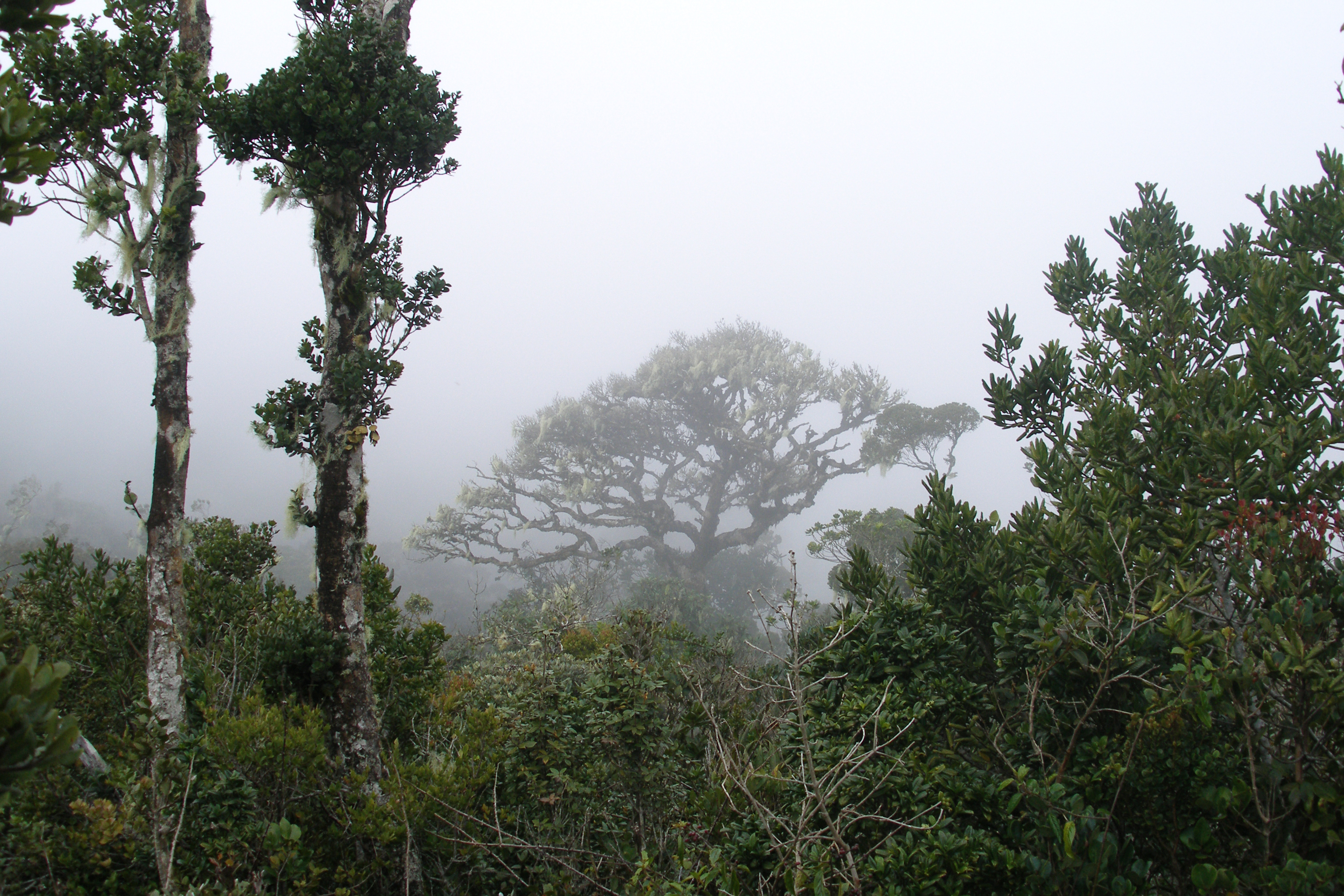
公园内的树形杜鹃

公园中计有近750种、20科植物。54种木本植物中，27种是斯里兰卡特有的。植被可分为两个不同的类别：占1,160公頃（4.5平方英里）面积的亚热带山地常绿林，以及占2,000公頃（7.7平方英里）面积的山地草原。
公园中的森林林冠可达20（66英尺）高，由多种桃金娘科、樟科植物组成，树干和树枝常伴有蕨类、石松屬、地衣、兰花等植物。林下植被由马蓝属、箬竹属和群蕊竹属等植物组成。桃金娘灌木可见于森林边缘和山顶附近。从喜马拉雅山脉通过印度南部的西高止山脉传入的大头茶属、树形杜鹃等物种亦属常见。

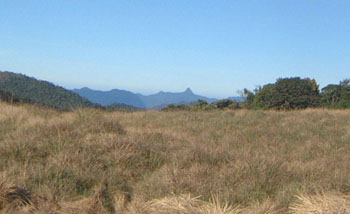
从公园内可以看到远处的亚当峰

公园中另一种类别的植被是山地草原。有研究表明，公园中的草原受到放牧、森林砍伐等人为影响和野火、霜、侵蚀作用等自然影响而形成。草原主要由野古草属和金须茅属植物组成。草本植物还包括温带的毛茛属、马先蒿属、黃菀屬、龙胆属、羽衣草属等和热带的谷精草属、水仙兰属等。在低洼地带，可见积水的沼泽和缓慢移动的溪流。沼泽附近的植物主要包括灯心草属、无芒耳稃草、谷精草属、藻百年属等，溪流附近的植物主要包括水蕹属、莎草科、狸藻屬、方竹属等。公园内最常见的草本植物包括堇菜属、半边莲属、白珠树属、草莓属、车前属等。

## 动物

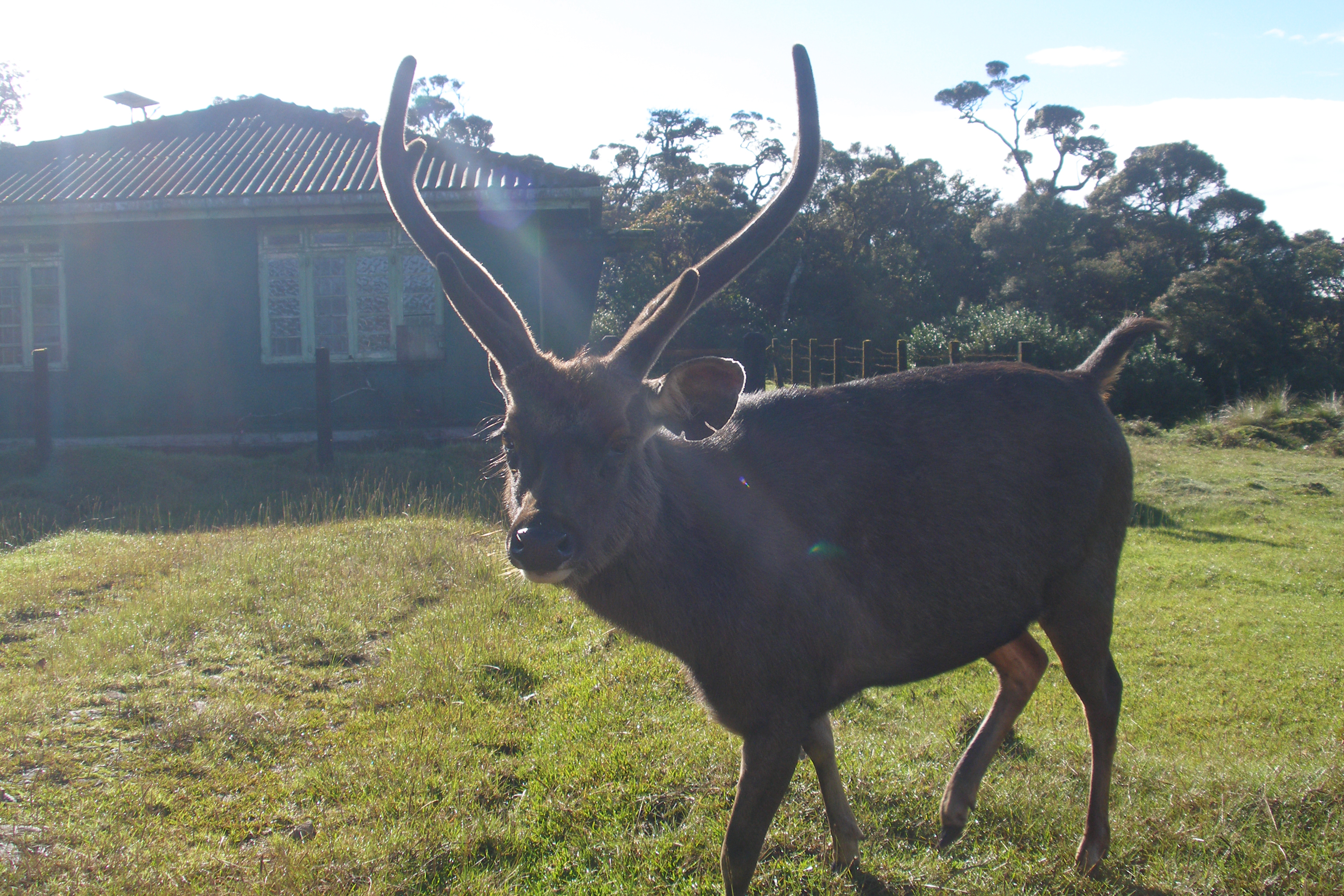
公园内的斯里兰卡水鹿

公园内的脊椎动物包括24种哺乳动物，87种鸟，9种爬行动物和8种两栖动物。斯里兰卡象于1940年代从这一区域消失。目前，最常见的大型哺乳动物是斯里兰卡水鹿（水鹿的亚种），有研究认为其种群数量约为1500至2000只，可能已超出霍顿平原的承载能力。其他哺乳动物包括长爪鼩 、锡兰猕猴、紫脸叶猴、鏽斑豹貓、斯里兰卡豹、野豬、纹颈獴、斯里兰卡斑鼷鹿、赤麂、高原巨松鼠等。漁貓和歐亞水獺会在公园的湿地区域捕食水生动物。蜂猴的一个亚种，霍顿平原蜂猴（学名：Loris tardigradus nycticeboides），仅存于斯里兰卡的高地，被认为是世界上最濒危的灵长目动物。2010年7月，有研究者首次拍摄到了这种蜂猴的照片。

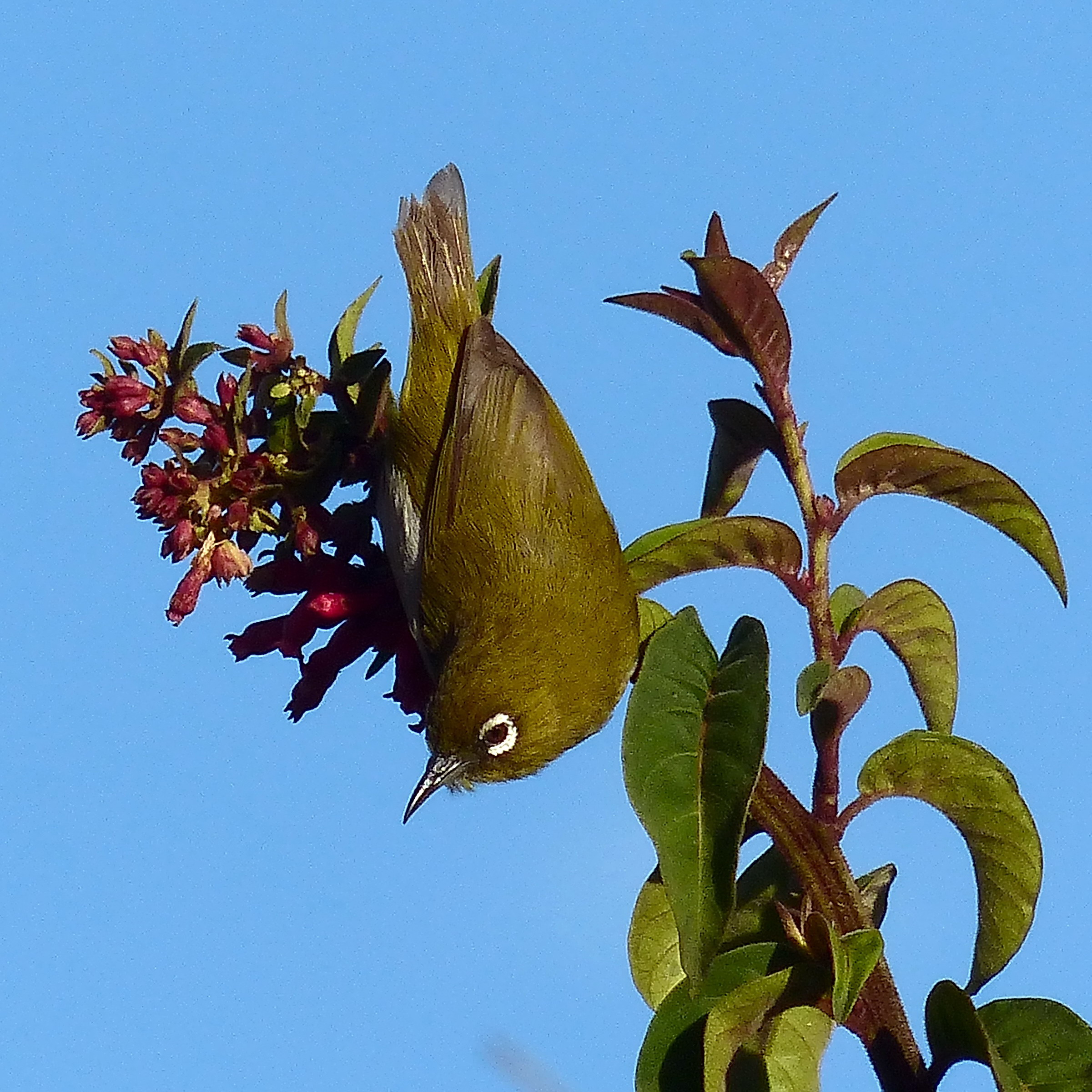
斯里兰卡绣眼鸟

霍顿平原连同周围的区域是国际鸟盟的重点鸟区之一。霍顿平原和顶峰野生生物保护区共有21种斯里兰卡独有的鸟类，其中四种，斯里兰卡蓝鹊、暗蓝仙鹟、斯里兰卡绣眼鸟、紫头林鸽，仅在霍顿平原出现。侏金丝燕、高山雨燕等鸟类会在冬季迁徙到此地。大冠鷲、鷹鵰、黑翅鸢、游隼和鹞等猛禽也会出现在这一区域。黄耳鹎和红胸文鸟在高地广泛分布。
公园中有约15种两栖动物和至少6种爬行动物，例如黑唇树蜥等。鯉和虹鱒作为外来物种生活在公园中，另有多种甲壳亚门动物，例如一种对环境要求十分苛刻的米虾。

## 环境威胁

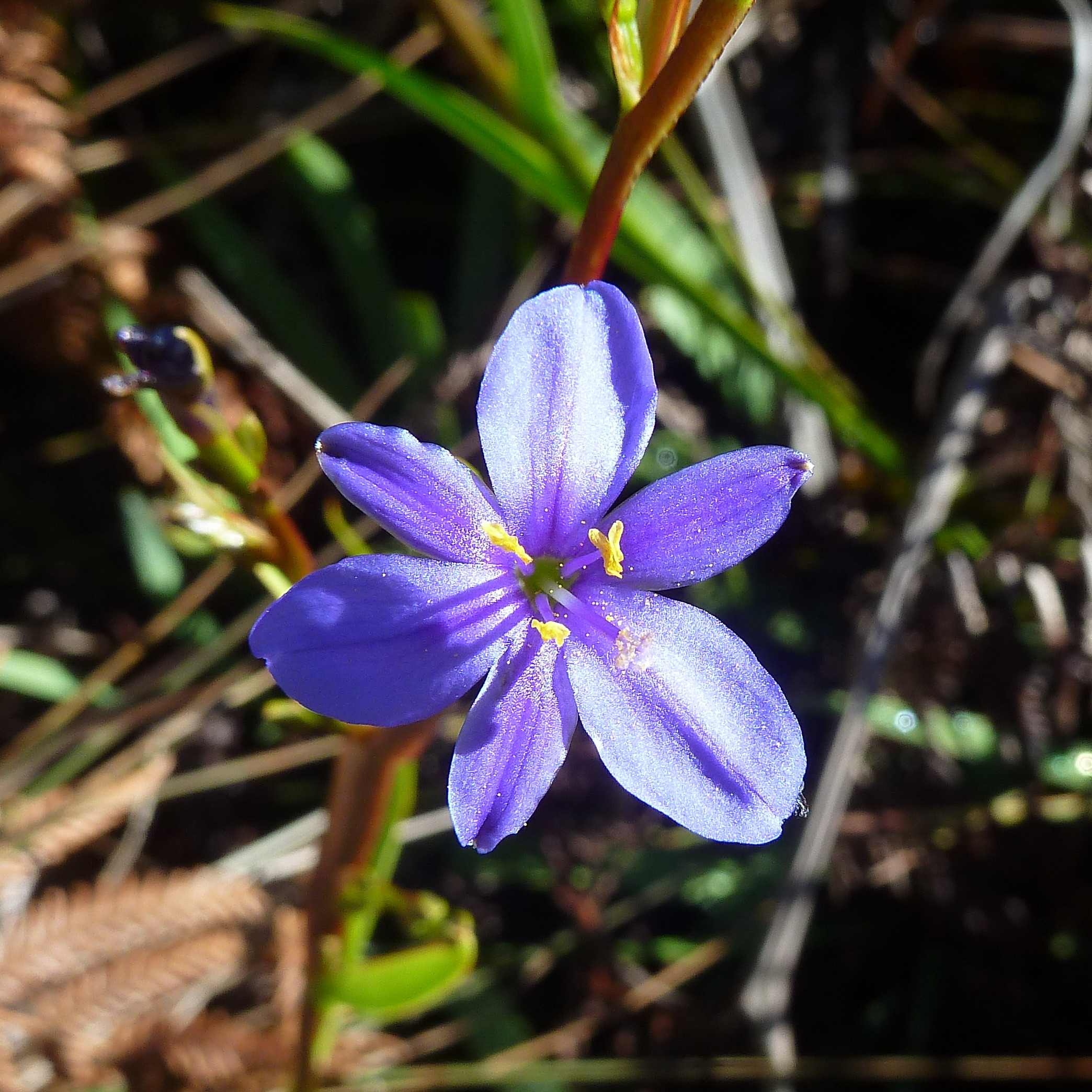
蓝色鸢尾，一种入侵物种

1831年至1948年间，霍顿平原是狩猎水鹿、象和野猪的猎场。在这期间，相对较低的山坡还被开辟成为了咖啡和锡兰高地红茶的种植地。草原上还一度种植过土豆，直至1977年方才终止。成为国家公园后，草原得以恢复，但是旅游业的发展带来了植被破坏、垃圾、山火、噪音污染等新的问题；曾有水鹿由于误食聚乙烯材质的垃圾，堵塞食道而死亡，因此访客已被禁止携带聚乙烯制品进入公园。宝石开采、非法砍伐、作为装饰物和草药的植物采集、偷猎等问题同时存在。荆豆、澤假藿香薊、紫茎泽兰、蓝色鸢尾、蕨屬、狼尾草属等入侵物种对原生物种存在威胁。但另一方面，也有研究表明，狼尾草属的引入反而使得水鹿受益。
另一种威胁来自于森林梢枯，最早出现于1978年的报告中。在部分区域，将近50%的植被出现了这一情况。根据推测，主要原因可能是干旱导致的缺水，同时严寒又阻碍了森林的再生。22种植物受森林梢枯的影响，其中以一种红厚壳属植物受影响最为严重。也有研究认为，土壤酸化和铝等金属元素的富集、淋溶作用导致的微量元素不平衡可能是森林梢枯的原因之一。

## 旅游景点
霍顿平原国家公园是斯里兰卡最受欢迎的旅游目的地之一，以世界尽头著称。世界尽头是一处垂直落差达到870米（2,854英尺）的悬崖，位于公园南部的边界上。附近还有一处较小的悬崖，垂直落差达到270米（886英尺）。此外，公园中还有20（66英尺）高的贝克瀑布等景点。
- 路标
- 地图
- 公园内的河流
- 世界尽头